# EllaLink
ellaLink – ursprünglich eulaLink – ist ein Seekabel, das Brasilien und Portugal miteinander verbindet. Es wurde im Juni 2021 eingeweiht.
Ursprünglich war die Inbetriebnahme für 2016 geplant.
Das Kabel verläuft dabei von Brasilien aus durch den Atlantischen Ozean nach Portugal und verbindet somit Südamerika mit Europa. Nach Atlantis-2 aus dem Jahre 2000 ist es das zweite Telekommunikations-Seekabel, das Südamerika direkt mit Europa verbindet.

## Landepunkte
Landepunkte sind bisher:
- Sines, Portugal
- Funchal, Portugal
- Praia, Kap Verde
- Fortaleza, Brasilien